# سی تک (واشینگتن)
سی تک (به انگلیسی: SeaTac) شهری در شهرستان کینگ ایالت واشنگتن است که در سرشماری سال ۲۰۱۰ میلادی، ۲۶۹۰۹ نفر جمعیت داشته است.

## پارسی زبانان
در سی‌تک نیز ایرانی و افغانان بسیاری وجود دارد. آمار دقیقی در مورد جمعیت آنها وجود ندارد. در این منطقه یک کلیسای پارسی زبان نیز وجود دارد.